# Lleonci (jurista del segle V)
Lleonci (en llatí Leontius, en grec Λεόντιος) fou un jurista romà d'Orient que vivia en temps de Teodosi II vers el 425. Era professor de lleis a Constantinoble i fou honorat amb una comitiva primi ordinis, una dignitat que s'assolia per 20 anys de serveis.
No consta cap mestre de lleis abans que aquest Lleonci, però poc després de ser nomenat, es va atorgar el mateix nomenament a un segon mestre.
Podria ser el mateix personatge que deu anys després és esmentat com a prefecte de Constantinoble.